# 贺瑞斯·格兰特·安德伍德
贺瑞斯·格兰特·安德伍德（英語：Horace Grant Underwood，韩语：／，1859年7月19日—1916年10月12日）是一位美北长老会教育传教士、翻译家，一生奉献于在朝鲜半岛传播基督教。

## 生平

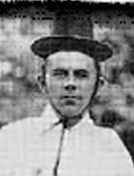
韩装安德伍德

安德伍德出生于伦敦，12岁移民美国。他毕业于纽约大学（1881）和新泽西州新不伦瑞克神学院（1884）。
安德伍德是第一位进入韩国的美北长老会传教士，在韩国的第一所现代医院濟衆院教授物理和化学。 1885年4月5日复活节，安德伍德与亚篇薛罗（Henry G. Appenzeller）乘同一艘船抵达韩国，他还与亚篇薛罗、施蘭敦（William B. Scranton）、奇一（James Scarth Gale）和李訥瑞（William D. Reynolds）一起，将圣经翻译为韩文。新约完成于1900年，而旧约完成于1910年。安德伍德还与美国传教医生霍勒斯·艾伦（Horace Newton Allen）一同服务于朝鲜宫廷。1900年，他和奇一建立了汉城基督教青年会。1912年，安德伍德担任毕尔逊（Arthur Tappan Pierson）建立的平澤大學校长。同年，他又担任儆新學校（延世大学的前身）的校长。他在韩国写了几本书，包括
The Call of Korea.
1916年，安德伍德由于健康原因返回美国，此后不久在新泽西州大西洋城去世。他最初安葬在新泽西州北卑尔根的 Grove Church Cemetery。1999年，他的遗体从新泽西迁到韩国首尔的杨花津外国人墓园。

## 家庭

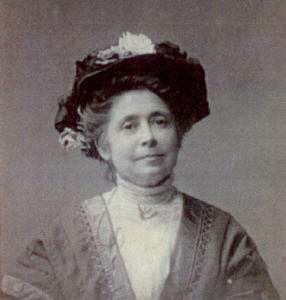
安德伍德的妻子莉莉亚·霍顿·安德伍德（Lillias Horton Underwood）

安德伍德的哥哥约翰·T·安德伍德是纽约的一位打字机企业家，为他的传教事业提供资金。1889年，他与女医生Lillias Horton （1851-1921）结婚。

## 纪念

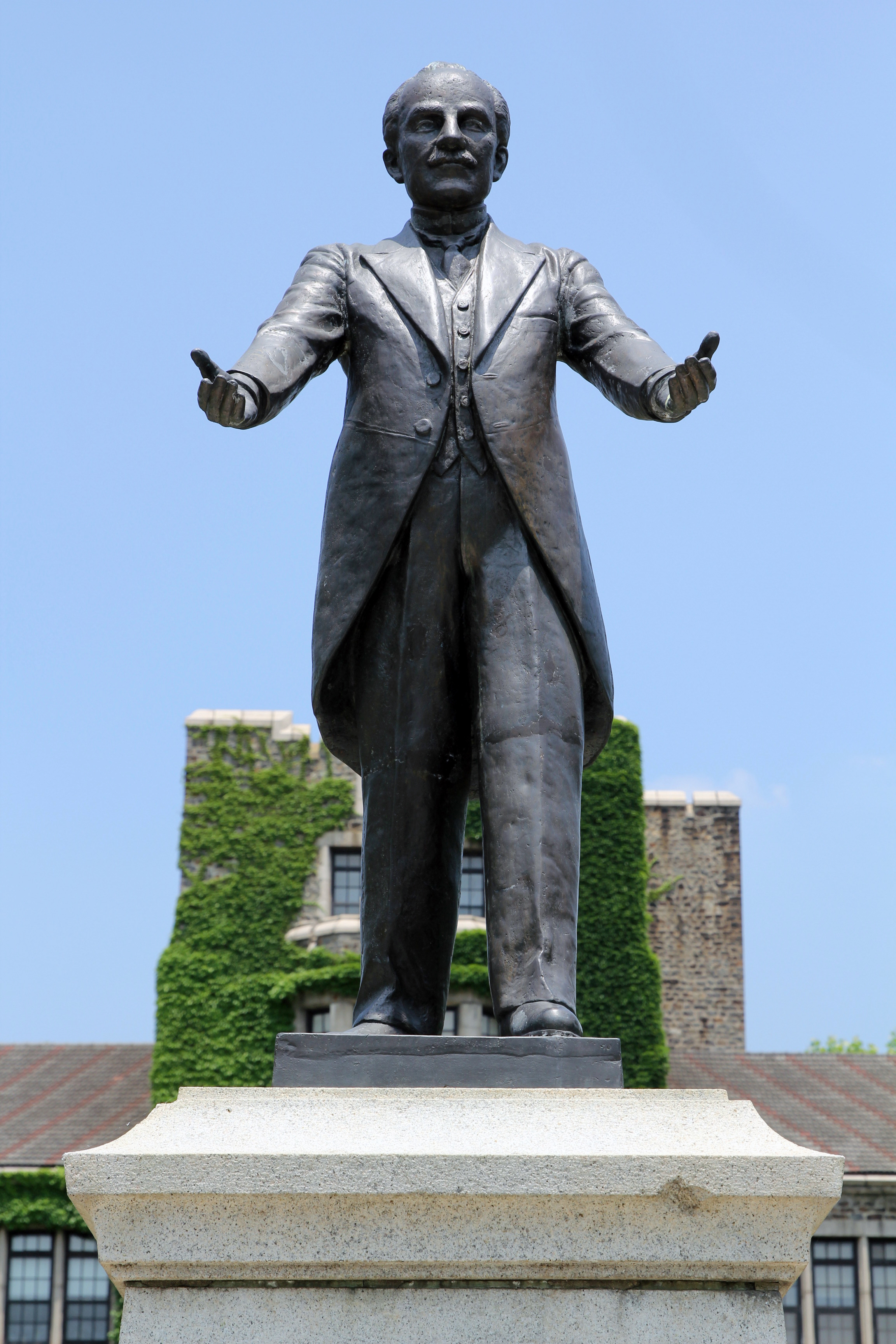
延世大学的雕像

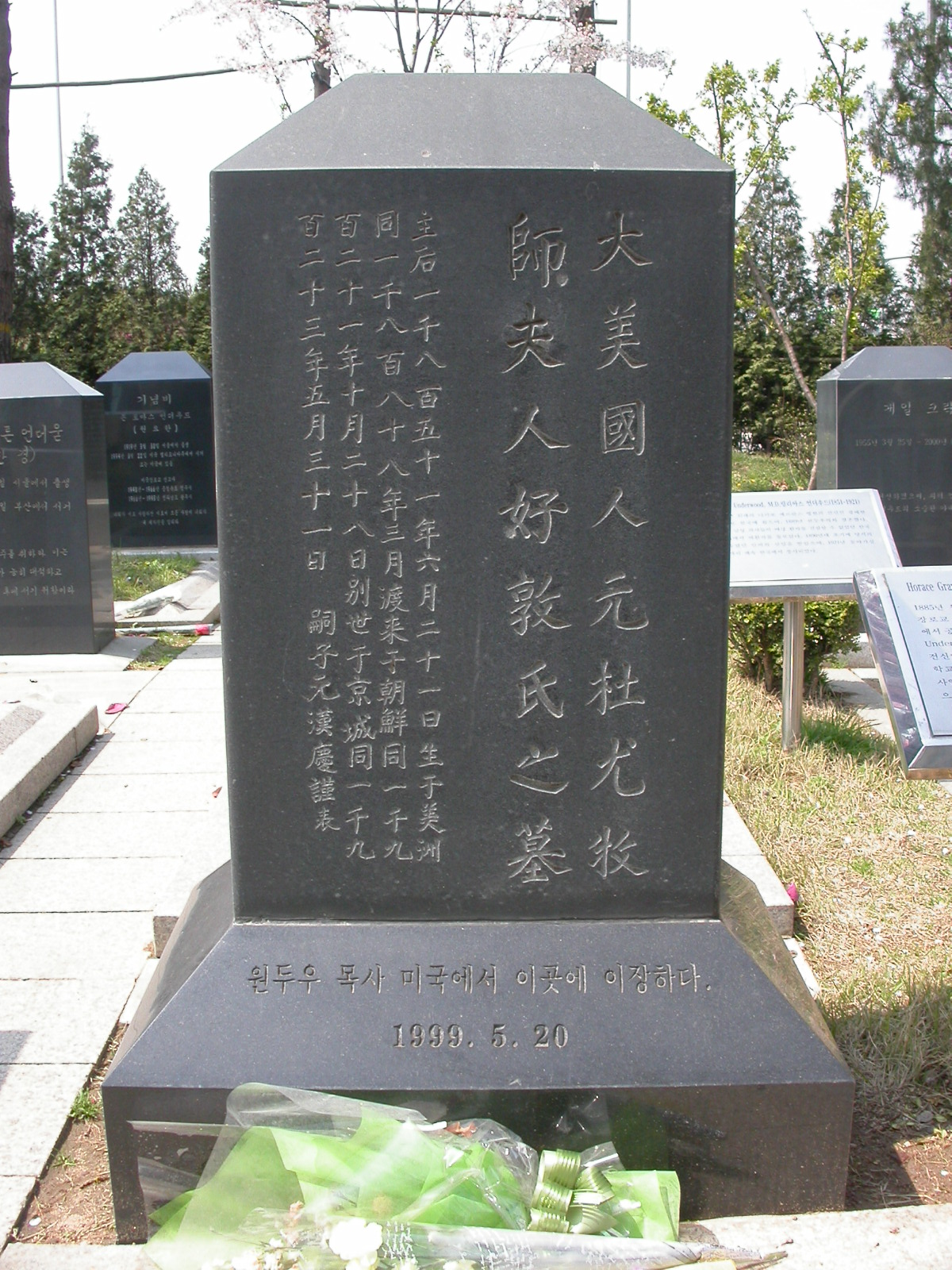
墓碑

在首尔的各个基督教教育机构中都可以看到安德伍德的纪念物。在延世大学校园中心，有一尊他雕像。